# .35 Remington
.35 Remington (8.9x49мм) єдиний набій який залишився від лінійки безфланцевих набоїв середньої потужності компанії Remington якій все ще знаходяться у виробництві. Набій було представлено в 1906 році для використання в самозарядній гвинтівці Remington Модель 8 1908 року випуску.Набій також відомий під назвами 9×49 мм Browning та 9мм Don Gonzalo.

## Історія
Багато років набій .35 Remington використовували в різних гвинтівках більшість виробників зброї, а зараз набій використовують в важільних гвинтівках Marlin Model 336 та в Henry Side Gate Lever Action. Крім того набій використовують в однозарядних пістолетах, таких як Thompson/Center Contender та Remington XP-100. Набій .35 Remington разом з набоєм .30-30 Winchester є популярним серед мисливців, яким потрібна гвинтівка середньої потужності з середнім відбоєм для стрільби на короткі та середні відстані. It has a small but loyal following in the northeast and areas of the southern United States.В набої можна використовувати, як кулі середньої важкості, так і важкі кулі, які створюють середній відбій. Рівень тиску за SAAMI становить 33,500 CUP. Зазвичай на заводі набій отримує тупоносу кулю вагою 200 гран з дуловою швидкістю 633 м/с. Така куля вагою 200 гран приблизно на 18 % важча за кулю набою .30-30 вагою 170 гран і має на 16 % більшу лобову площу. Це дозволяє значно збільшити потужність у порівнянні з кулю набою .30-30, особливо при полюванні на велику дичину. Компанія Remington рекламувала перевагу в потужності набою .35 Remington над набоєм .30-30 провівши кілька рекламних кампаній на початку 1900-х. Серед цих переваг навіть вирізняли здатність набою .35 Remington пробивати сталеву пластину 5/16″, що не міг зробити набій .30-30 Winchester. Набій .35 Remington підходить для полювання на оленів, вапіті, ведмедів барибалів та іншу середню та велику дичину на відповідних відстанях. Компанія Hornady випускає набій .35 Remington в своїй лінійці LEVERevolution, який має гостроносу кулю з гумовим наконечником, що дозволяє безпечно використовувати набій в гвинтівках важільної дії з трубчастими магазинами.

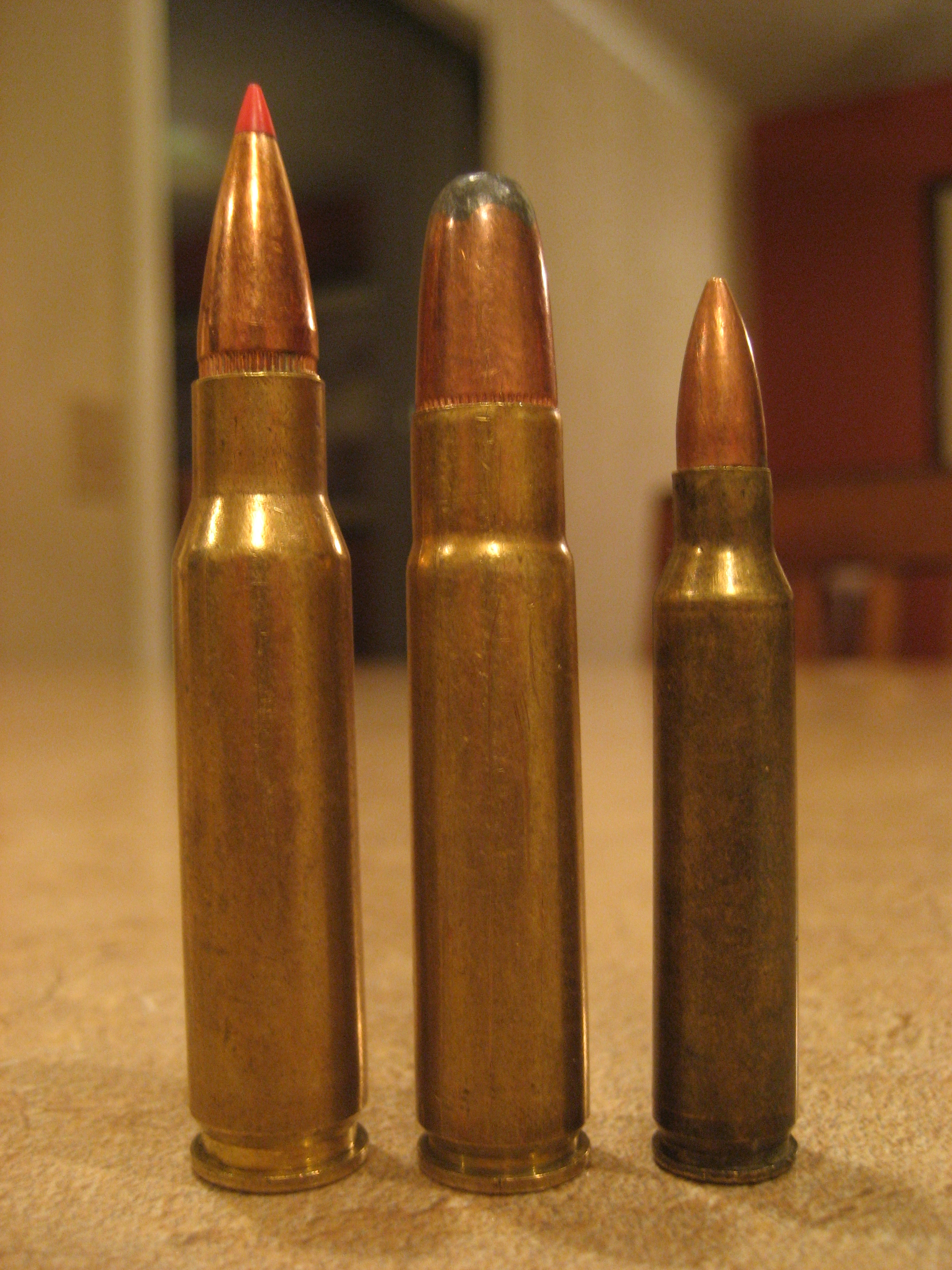
(Зліва направо) .308 Winchester, .35 Remington Soft Point та .223 Remington

## Параметри

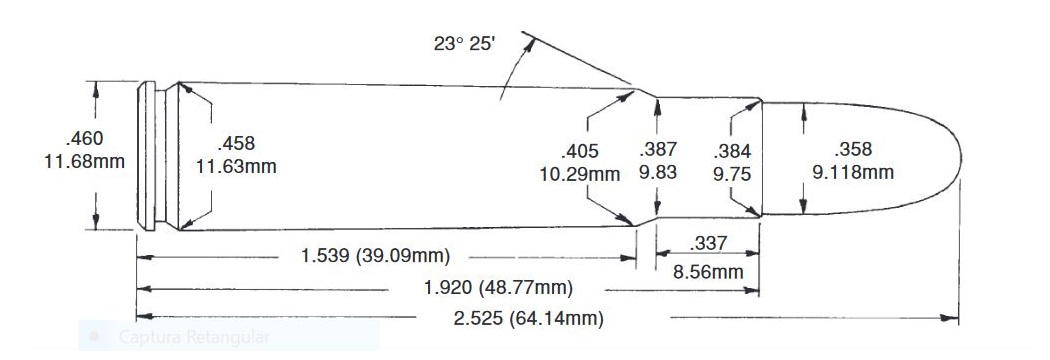